# Serres-Gaston
Serres-Gaston is een gemeente in het Franse departement Landes (regio Nouvelle-Aquitaine) en telt 342 inwoners (2005). De plaats maakt deel uit van het arrondissement Mont-de-Marsan.

## Geografie
De oppervlakte van Serres-Gaston bedraagt 8,9 km², de bevolkingsdichtheid is 38,4 inwoners per km².
De onderstaande kaart toont de ligging van Serres-Gaston met de belangrijkste infrastructuur en aangrenzende gemeenten.

## Demografie
Onderstaande figuur toont het verloop van het inwonertal (bron: INSEE-tellingen).